# Fokker F.IX
Il Fokker F.IX era un aereo di linea trimotore ad ala alta progettato dalla olandese Fokker nella metà degli anni venti del XX secolo. Sebbene fosse stato concepito per servire su rotte a lungo raggio tra Europa e Indie orientali olandesi, l'aereo fu prodotto principalmente su licenza come bombardiere dalla cecoslovacca Avia.

## Storia
L'aereo fu sviluppato nella metà degli anni '20 per servire sulle rotte di KLM tra Paesi Bassi e Indie orientali olandesi in quanto il Fokker F.VII appena entrato in servizio era ritenuto non idoneo a quel tipo di servizio. L'aereo ha volato per la prima volta il 23 agosto 1929 e nell'ottobre dello stesso anno ha ottenuto la certificazione. Il Fokker F.IX venne portato a Londra per consentire la calibrazione della bussola e per presentarlo alla stampa e alle compagnie aeree. A causa della Grande depressione, l'aereo non ottenne il successo sperato e venne prodotto in due soli esemplari venduti a KLM.
La cecoslovacca Avia acquistò la licenza per la produzione del F.VII/3m dal quale sarebbe dovuto derivare un bombardiere ma, una volta giudicato il modello non idoneo, acquistò la licenza del F.IX dal quale venne derivato il bombardiere  F.39, prodotto in 12 esemplari a partire dal 1932. Due ulteriori esemplari ad uso civile e denominati F.IX D vennero prodotti per Československé státní aerolinie. La Jugoslavia acquistò 2 F.39 e la licenza per produrre questi aerei domesticamente, ma la produzione non venne mai avviata.

## Impiego operativo
I due F.IX di KLM volarono una sola volta ciascuno verso le Indie orientali olandesi da Amsterdam a Batavia nel novembre 1930 e nel marzo 1931; uno, registrato PH-AFK, urtò un palo in fase di atterraggio a Waalhaven e venne ritirato dal servizio mentre l'altro, registrato PH-AGA, venne impiegato sui collegamenti tra Amsterdam e Londra fino al 1936, quando fu venduto alla Seconda Repubblica spagnola tramite un intermediario francese e convertito in bombardiere. Sui voli verso le Indie orientali olandesi l'aereo veniva configurato per trasportare 4 oppure 6 passeggeri, mentre sui voli europei ne poteva ospitare 18. L'unico F.IX D appartenente a ČSA venne perso in un incidente nel 1937 e venne sostituito da un secondo esemplare che in seguito all'occupazione tedesca della Cecoslovacchia venne immesso in servizio nella Luftwaffe.

## Versioni
- F.IX: trimotore di linea prodotto da Fokker
- F.IX D: trimotore di linea prodotto su licenza da Avia equipaggiato con tre Walter Pegasus II
- F.39: bombardiere prodotto su licenza da Avia con tre Walter Pegasus II e 1 500 kg di carico bellico
- F.139: versione bimotore del F.39 progettata da Avia ma mai prodotta

## Utilizzatori

### Civili

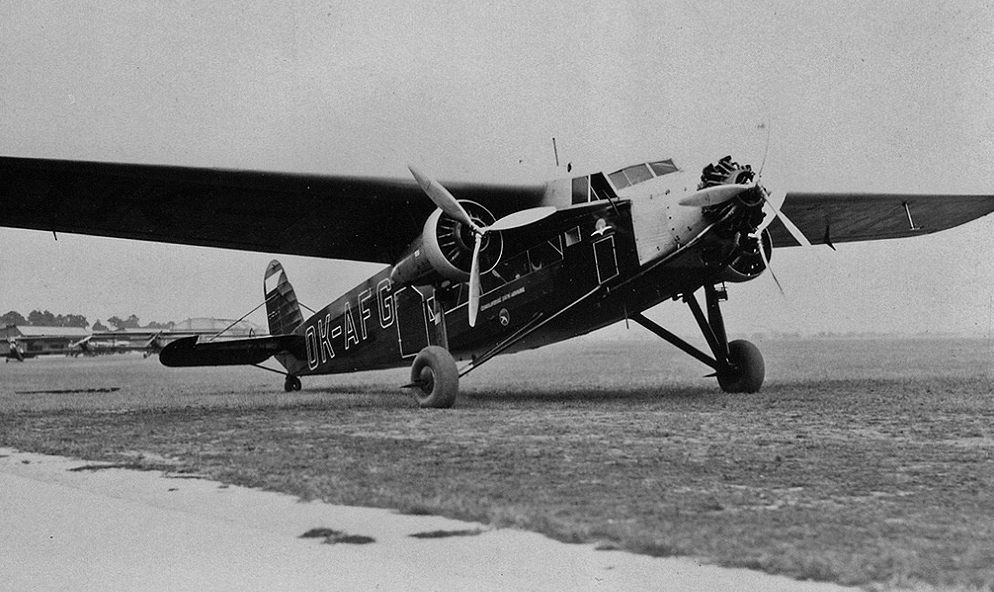
Avia F.IX D di ČSA ripreso nel 1938

Cecoslovacchia
- Československé státní aerolinie

1 F.IX D perso in un incidente l'11 settembre 1937 e sostituito con un nuovo F.IX D.
 Paesi Bassi
- KLM

2 F.IX, di cui uno perso in un incidente nell'agosto 1931.

### Militari

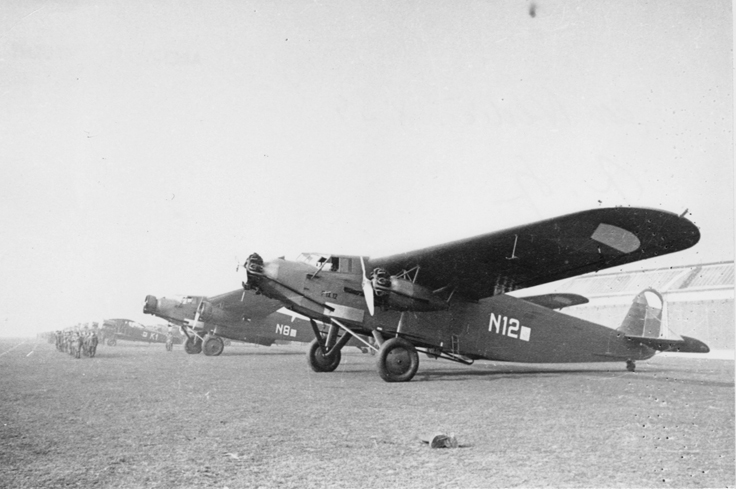
Bombardieri Avia F.39

Cecoslovacchia
- Aeronautica militare cecoslovacca

12 bombardieri F.39.
 Germania
- Luftwaffe

1 F.IX D requisito da ČSA nel 1939.
 Regno di Jugoslavia
- Jugoslovensko kraljevsko ratno vazduhoplovstvo i pomorska avijacija

2 F.39.
 Seconda Repubblica spagnola
- Fuerzas Aéreas de la República Española

1 F.IX acquistato nel 1936 e convertito in bombardiere.
 Spagna
- Ejército del Aire

1 F.IX catturato dopo la resa dei repubblicani.